# Autobusna nesreća u Pojatnu 1989.
Autobusna nesreća u Pojatnu bio je nalet vlaka na autobus koji je se dogodio 22. rujna 1989. godine u 8 sati i 36 minuta. Kao posljedica nesreće poginulo je 14 djece.

## Opis događaja
Autobus u posebnoj vožnji tvrtke Zagorje-trans iz Velikog Trgovišća prevozio je učenike osnovne škole Ante Kovačić iz Marije Gorice na ekskurziju u Stubičke Toplice koja je bila redovni dio nastave. Neposredno prije nesreće, autobus se kretao usporednom cestom kroz Pojatno iz smjera Zaprešića prema zagorskoj magistrali. Vidljivost na željezničkom prijelazu je zbog jake magle iznosila svega 25-30 metara, dok je u normalnim okolnostima ona ondje iznosila 400 metara. Prijelaz je bio obilježen samo "andrijinim križem, znakom "stop" i znakom "zabrana prometa vozilima koja premašuju osovinsko opterećenje veće od 5 tona". Kad se približio željezničkom prijelazu, vozač je zaustavio autobus ispred znaka stop i "nakon što je osmotrio prugu na lijevu stranu osobno, a na desnu stranu uz pomoć i navode nastavnika", krenuo je dalje.
U tom trenutku iz smjera Zaprešića išao je ubrzani vlak koji je prometovao na relaciji Zagreb-Varaždin. Vlak je imao zadnje redovito zadržavanje u Zaprešiću, a iduća postaja na kojoj je trebao stati bila je Zabok. U trenutku prelaska preko pruge, vlak je pri brzini od 80 km/h udario u zadnju desnu stranu autobusa.
U nesreći je život izgubilo 12-ero djece a teže i lakše ozljede pretrpjelo još 24-ero djece, te 4 odrasle osobe. Naknadno je u bolnici ozljedama podleglo još dvoje djece.